# ليث الجنيدي
ليث الجنيدي (1978-) هو مخرج ومنتج سينمائي فلسطيني ولد في مدينة الخليل، حاصل على درجة البكالوريوس في الإتصال والثقافة والإعلام من جامعة كوفنتري وتخرج بمرتبة الشرف الأولى. ونال الماجستير في الثقافات المرئية من نفس الجامعة، كما عمل كمنتج في محطة إذاعية محلية قبل إنضمامه إلى الجامعة.

## أعماله
أنتج عددًا من الأفلام القصيرة الخيالية والواقعية بالإضافة إلى مقاطع الفيديو التدريبية والإعلانات التجارية من أهمها:
- فيلم الحرب ضد السلام، حصل على إعتراف دولي بإعتباره بيانًا جريئًا يشكك في تمثيل الحرب في وسائل الإعلام الرئيسية رغم قصر مدته.[2][3]
- فيلم الشرطي الخفي، من إنتاجه وإخراجه وهو فيلم وثائقي طويل يحكي قصة الملازم الفلسطيني نضال الذي يعيش حياة متناقضة للغاية، شارك في إنتاج الفيلم وتمويله صندوق جان فريجمان في هولندا، وبرنامج إنجاز من مهرجان دبي السينمائي الدولي في الإمارات العربية المتحدة، تم إختيار الفيلم رسميًا للعرض الأول في مهرجان أمستردام الدولي للأفلام الوثائقية المرموق.[4][5][6][7][8][9][10][11]
- قام بتأسيس شركة عشتار للإنتاج الإبداعي عام 2011، وهي دار إنتاج متخصصة في إنتاج الأفلام الوثائقية والأفلام الروائية.[12]